# Zábrezs
Zábrezs (szlovákul Zábrež, lengyelül: Zabrzezie) Poruba településrésze, korábban önálló község Szlovákiában, a Zsolnai kerületben, az Alsókubini járásban.

## Fekvése
Alsókubintól 3 km-re délnyugatra, az Árva bal partján fekszik.

## Története
A település Velicsna Zábrezs nevű határrészén keletkezett a 15. század elején, első írásos említése 1420-ban történt „villa Zabreze” alakban. Az árvai váruradalom része volt. Fatemploma a 15. század végén készült. Mivel a falu a Lengyelország felé menő hadiút közelében feküdt, gyakran pusztították a seregek. 1618-ban a falu teljesen elpusztult. Lakói mezőgazdasággal, len termesztéssel és vászonszövéssel, ácsmesterséggel, tutajozással foglalkoztak. A faluban malom is működött. 1778-ban 199 lakosa volt, köztük két nemes család.
A 18. század végén Vályi András így ír róla: „ZABRECS. Tót falu Árva Várm. földes Ura a’ Királyi Kamara, lakosai katolikusok, és evangelikusok, fekszik Nagyfalunak szomszédságában, és annak filiája, Vág vizéhez is közel, Gaczel alatt; határja meglehetős, néha a’ víz áradások károsíttyák.”
1828-ban 79 házában 449 lakos élt.
Fényes Elek 1851-ben kiadott geográfiai szótárában így ír a faluról: „Zabres, tót falu, Árva vmegyében, 11 kathol., 323 evang. lak. 16 sessio. Földje a legjobbak közül való a megyében. F. u. az árvai uradalom. Ut. p. Rosenberg.”
1910-ben 227, túlnyomórészt szlovák lakosa volt. A trianoni diktátumig Árva vármegye Alsókubini járásához tartozott.
1949-ben csatolták Porubához.

## Nevezetességei
A falu Árpádházi Szent Erzsébet tiszteletére szentelt, 15. századi gótikus fatemploma ma a bölényfalui falumúzeumban található, mert az 1970-es években odaszállították. A templomot a 17. század közepén megújították, a 18. és a 20. században helyreállították. Belsejében több gótikus, reneszánsz és barokk festmény látható.

## Külső hivatkozások
- Zábrezs Szlovákia térképén

## Lásd még
- Poruba